# Roženberk
Roženberk este o localitate din comuna Šentrupert, Slovenia, cu o populație de 24 de locuitori.